# Wilhelm von Carlowitz
Wilhelm von Carlowitz (* 12. Juli 1944 in Falkenhain) ist ein deutscher Unternehmer sowie Politiker (CDU) und ehemaliges Mitglied des Sächsischen Landtages.

## Leben
Wilhelm von Carlowitz besuchte die POS in Naumburg (Saale). Sein Abitur absolvierte er am Kirchlichen Proseminar in Naumburg. Danach studierte er Theologie in Ost-Berlin. Im Jahr 1967 übersiedelte von Carlowitz in die Bundesrepublik Deutschland, wo er ein BWL-Studium in Bonn und Köln fortsetzte. Im Jahr 1972 machte er seinen Abschluss als Diplom-Kaufmann. In den Jahren 1972 und 1973 folgte ein Auslandsaufenthalt.
Ab 1973 war von Carlowitz bei der Commerzbank mit In- und Auslandseinsätzen beschäftigt, unter anderem acht Jahre in Brüssel. Ab 1993 war er Mitglied der Geschäftsleitung der Commerzbank Sachsen. Dort war er für Firmenkunden im Mittelstand, Personal und Organisation zuständig. Das Amt hatte er bis mindestens 2004 inne. Im Jahr 2001 gründete Wilhelm von Carlowitz ein Familienunternehmen der Forstwirtschaft. Vom 30. Januar 1995 bis 2. August 2006 war von Carlowitz Honorarkonsul des Königreichs Belgien in Dresden.
Von Carlowitz ist evangelisch, verheiratet und hat drei Söhne. Er ist Mitglied des Corps Borussia Bonn und Domherr der Vereinigten Domstifter von Naumburg, Merseburg und Zeitz. Wilhelm von Carlowitz ist seit 1981 Mitglied im Johanniterorden.

## Politik
Wilhelm von Carlowitz ist seit 1996 Mitglied der CDU. Zwischen 1999 und 2001 war er im Kreisvorstand Dresden.
Am 19. Dezember 2002 trat von Carlowitz für die Abgeordnete Veronika Bellmann über die Landesliste in den Sächsischen Landtag ein. Dort war er Mitglied im Ausschuss für Bauen, Wohnen und Verkehr sowie im Ausschuss für Landwirtschaft, Ernährung und Forsten. In der darauf folgenden 4. Wahlperiode war er nicht mehr im Landtag vertreten.

## Belege
- Klaus-Jürgen Holzapfel (Hrsg.): Sächsischer Landtag: 3. Wahlperiode, 1999–2004; Volkshandbuch. 3. Auflage. NDV Neue Darmstädter Verlagsanstalt, Rheinbreitbach 2003, ISBN 3-87576-493-5. S. 25 (Ausschüsse: S. 82 u. 87). (Stand 20. März 2003)